# Expedição de Wolseley
A expedição Wolseley foi uma força militar autorizada pelo primeiro-ministro canadense John A. Macdonald para enfrentar Louis Riel e os Métis em 1870, durante a Rebelião do Rio Vermelho, na Colônia do Rio Vermelho, no que hoje é a província de Manitoba. A expedição também se destinava a combater os sentimentos expansionistas norte-americanos nos estados fronteiriços do norte. Saindo de Toronto em maio, a expedição chegou a Fort Garry em 24 de agosto. Após uma jornada de três meses em condições árduas, a expedição chegou e capturou Fort Garry. Isso extinguiu o Governo Provisório de Riel e erradicou a ameaça da expansão norte-americana no oeste do Canadá.